# Northway Motors Corporation
Northway Motors Corporation war ein US-amerikanischer Hersteller von Automobilen.

## Unternehmensgeschichte

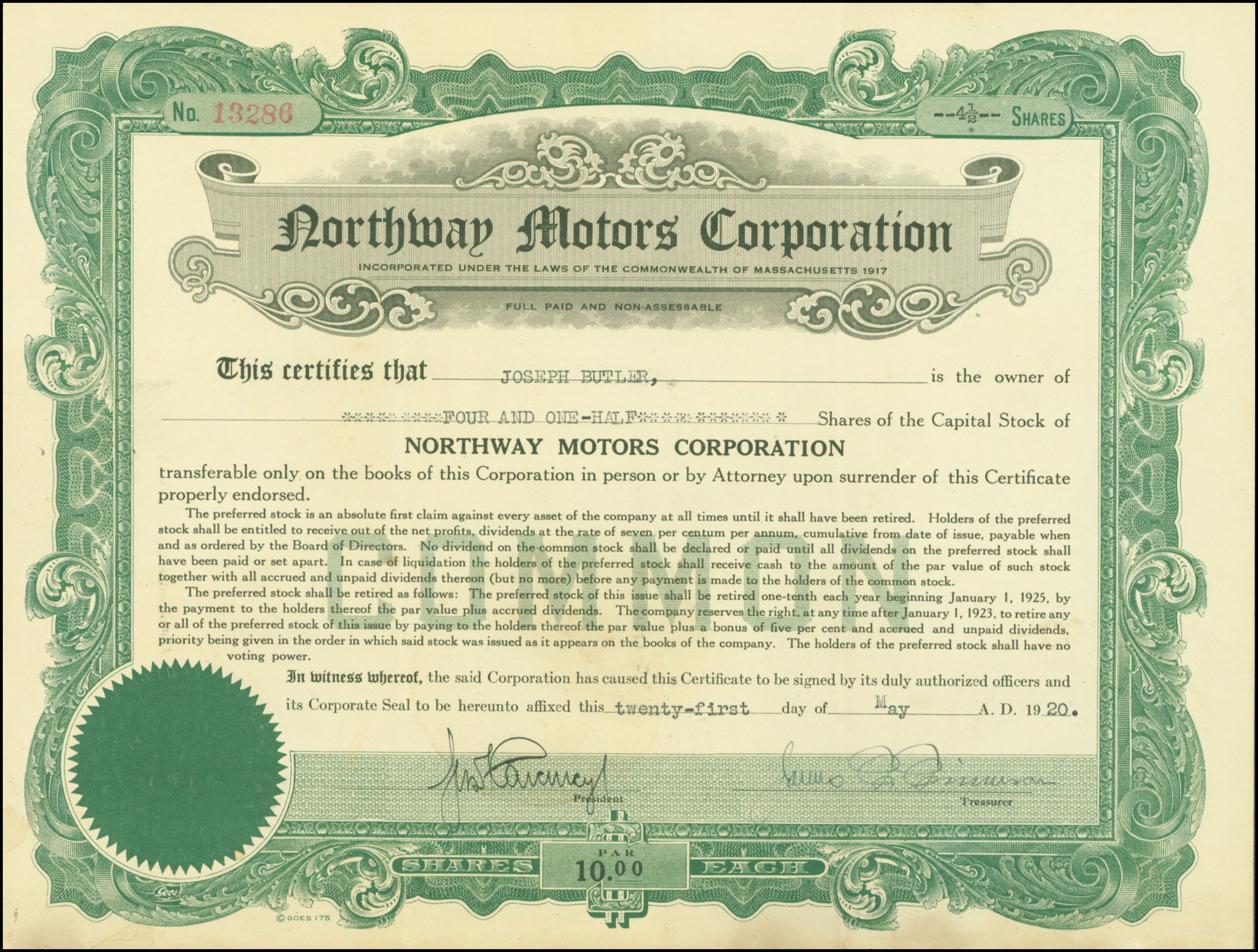
Aktie der Northway Motors Corporation vom 21. Mai 1920

Ralph E. Northway hatte die Northway Motor and Manufacturing Company als Motorenhersteller betrieben und um 1912 an General Motors verkauft. Im Januar 1918 gründete er zusammen mit Geschäftsleuten aus Boston das neue Unternehmen zur Fahrzeugproduktion. Der Sitz war in Natick in Massachusetts. Hauptsächlich stellte er Nutzfahrzeuge her. Zwischen 1921 und April 1922 entstanden auch Personenkraftwagen. Der Markenname lautete Northway. 1922 verließ Northway das Unternehmen. Im gleichen Jahr wurden finanzielle Probleme bekannt. 1925 endete die Produktion. Das Unternehmen ging in die Insolvenz.

## Fahrzeuge
Es gab nur ein Pkw-Modell. Zunächst hatte es einen selbst hergestellten Motor mit OHV-Ventilsteuerung, entworfen von A. J. Romer. Ab 1922 kam ein billigerer Einbaumotor von der Herschell-Spillman mit L-Kopf zum Einsatz. Beides waren Sechszylindermotoren, die mit 61 PS angegeben waren. Das Fahrgestell hatte 325 cm Radstand. Zur Wahl standen Tourenwagen mit sechs Sitzen, ein Sport mit zwei Sitzen, ein Coupé mit vier Sitzen und eine Limousine mit sieben Sitzen. Der Neupreis betrug zwischen 3800 und 4950 US-Dollar.
Für die Lastkraftwagen sind Vierzylindermotoren und Nutzlasten zwischen 2 und 3,5 Tonnen überliefert.